# Годіню
Годі́ню (порт. Godinho; ? — 31 липня 1188) — архієпископ Бразький (1175—1188). Конфліктував з архієпископами Компостельськими за юрисдикіцію португальських єпископів. Помер у Бразі, Португалія.

## Імена
- Годі́ню (порт. Godinho) — португальське ім'я.
- Го́дін (лат. Godinus) — латинське ім'я.
- Го́дін Бра́зький (лат. Godinus Bracarensis) — латинське ім'я за назвою катедри.

## Біографія
У грудні 1175 року, після смерті Жуана Пекуліара, Годіню був призначений на посаду архієпископа Бразького.
1176 року Годіню висвятив єпископа Еворського, що спричинило сварку із головами Компостельської архідіоцезії, яка претендувала на це єпископство. Компостельський єпископ Педро Суарес поскаржився Святому Престолу, що Бразька архідіоцезія зазіхає на Лісабонське та інші єпископства півострова. Вислухавши обидві сторони, папа Олександр III закріпив за Компостельським архієпископством права на галісійські діоцезії Асторги, Луго, Мондоньєдо, Оренси і Туї, але зберіг за Брагою юрисдикцію над Португалією.
Годіню помер 31 липня 1188 року в Бразі, Португалія.